# Wülfersreuth

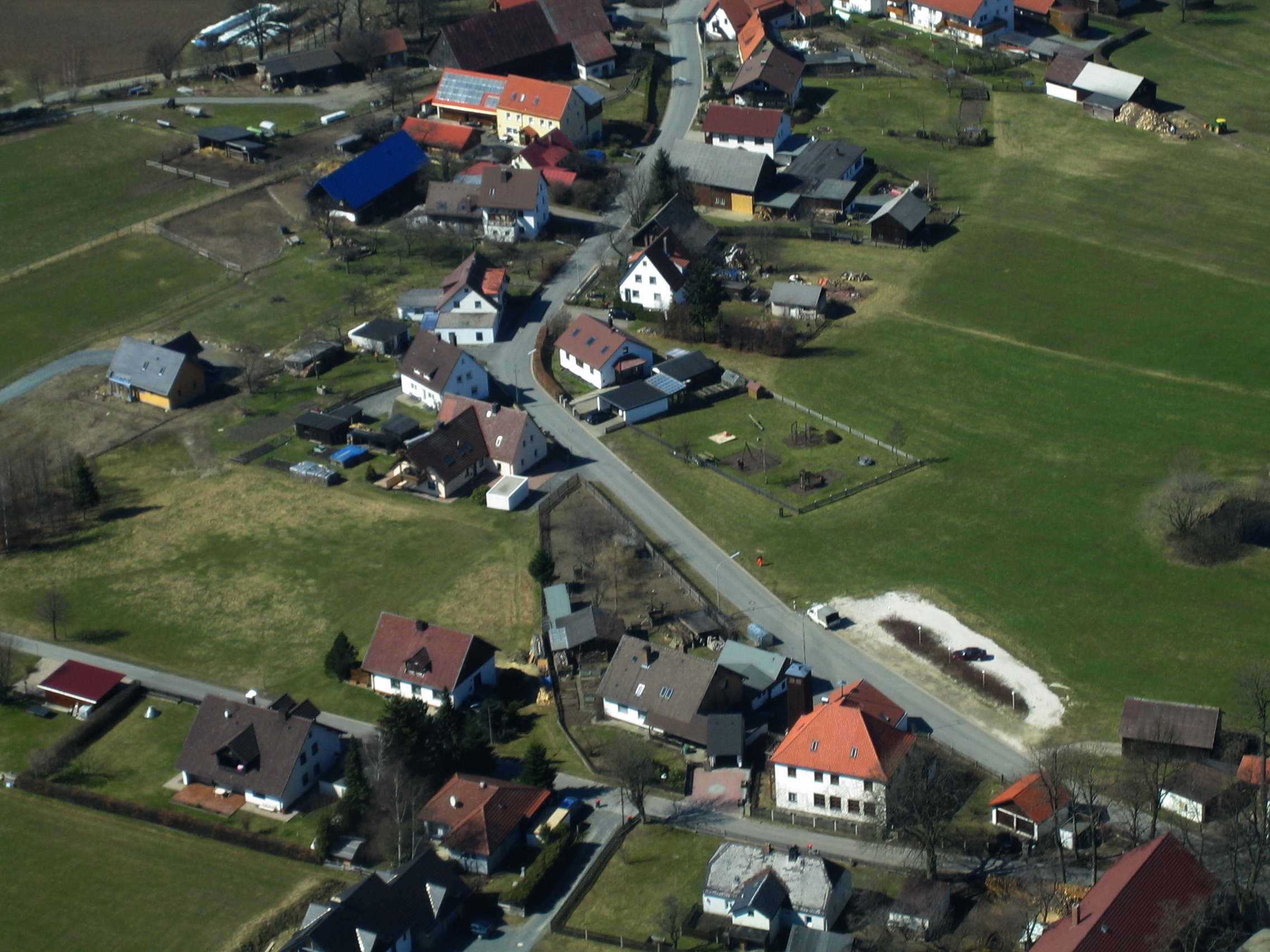
Luftaufnahme vom 31. März 2005

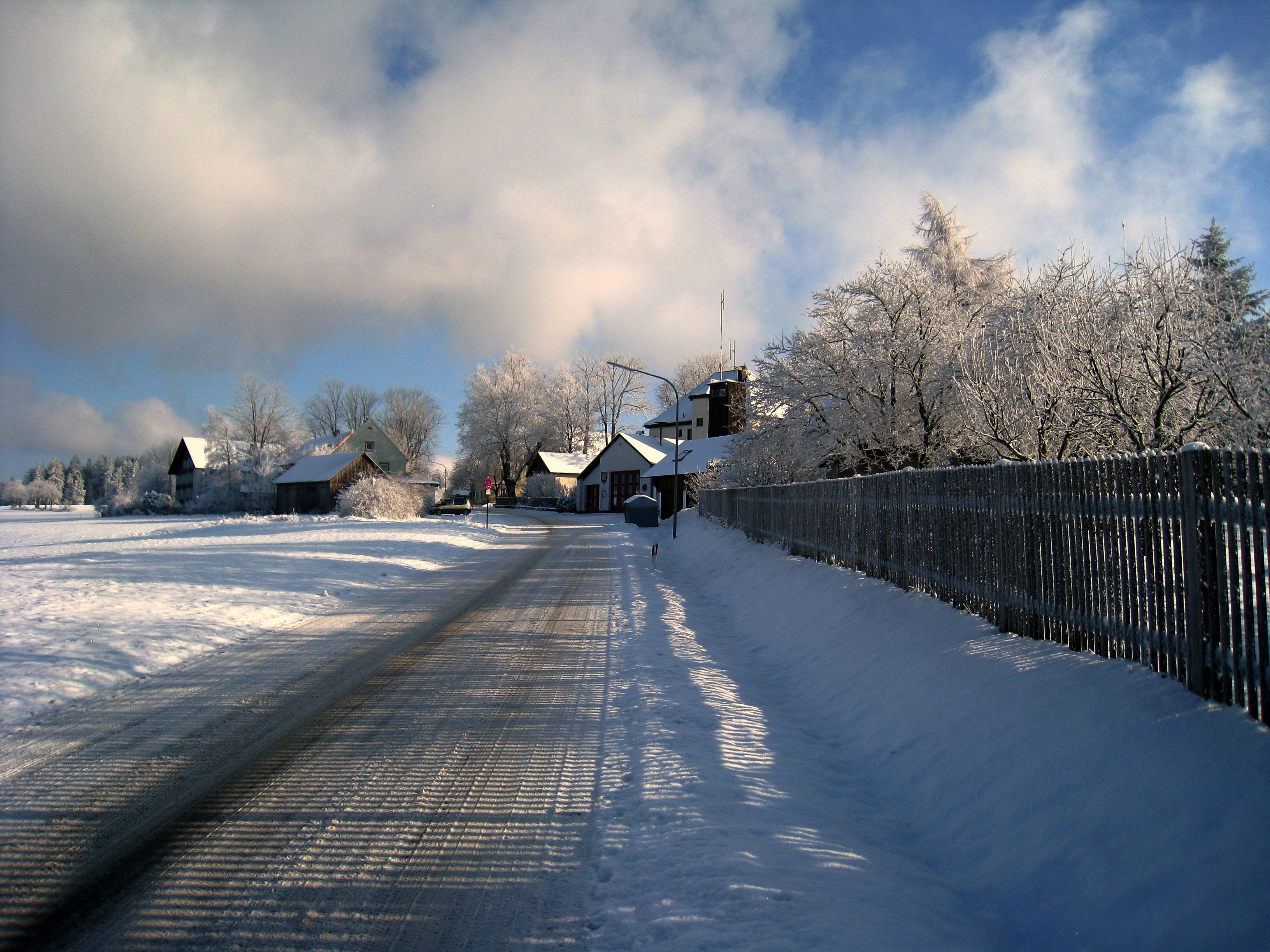
Ortsmitte

Wülfersreuth (bis 1875 Wilfersreuth) ist ein Gemeindeteil der Stadt Bischofsgrün im Landkreis Bayreuth (Oberfranken, Bayern). Die Gemarkung Wülfersreuth hat eine Fläche von 2,992 km². Sie ist in 378 Flurstücke aufgeteilt, die eine durchschnittliche Flurstücksfläche von 7914,06 m² haben. In ihr liegen neben dem namensgebenden Ort die Gemeindeteile Eichig und Neuhaus. Der höchste Punkt auf der Gemarkung liegt auf 712 m ü. NHN ▼. Die benachbarten Gemarkungen sind Metzlersreuth im Westen und Norden und Bischofsgrüner Forst im Osten und Süden. Es besteht keine direkte Verbindung zur Gemarkung Bischofsgrün, der zweiten Gemarkung der Gemeinde Bischofsgrün, da diese vollständig von dem gemeindefreien Gebiet und der Gemarkung Bischofsgrüner Forst umschlossen wird.

## Geografie
Das Dorf liegt in einer Rodungsinsel des Bischofsgrüner Forstes an der Westflanke des Fichtelgebirges gut drei Kilometer westlich vom Ortszentrum des Gemeindehauptorts Bischofsgrün. Die geografische Höhe in Ortsmitte (Schule) beträgt 688 Meter. Aufgrund seiner Höhenlage bietet sich in Richtung Westen eine Aussicht von bis zu 50 km. Erkennbar sind die Ausläufer des Thüringer Waldes. Im Norden markiert der Döbraberg die Sichtgrenze. In Richtung Osten ist der Sendeturm Ochsenkopf in unmittelbarer Nähe. Eine Gemeindeverbindungsstraße führt nach Metzlersreuth (1,8 km nordwestlich) bzw. an Neuhaus vorbei zur Staatsstraße 2464 (1,5 km östlich). Ein Wirtschaftsweg führt nach Eichig (0,9 km südwestlich).

## Geschichte
Entstanden ist der Ort vermutlich an der Wende vom 11. zum 12. Jahrhundert als „Reuth des Wulfelin“ in der letzten Siedlungsperiode der Walpoten. Urkundlich trat es erst 1317 im Lehensvertrag der Hirschberger in Erscheinung. Im 16. Jahrhundert gehörte der Ort zum Markgraftum Brandenburg-Kulmbach-Bayreuth. Einen Aufschwung erlebte Wülfersreuth Mitte des 18. Jahrhunderts, als die alte Hochstraße (Kronicher Weg) durch den Ausbau zum „neuen Sträßlein“ (heute Markgrafenweg genannt) erfolgte. Über diese Straße fuhr der Markgraf mit seinem Gefolge von Bayreuth nach Kaiserhammer in sein Jagdschloss. Wegen des langen und meist sehr beschwerlichen Weges war Wülfersreuth ein willkommener und notwendiger Rastpunkt, um Mensch und Tier eine Pause zu gönnen. Die Alte Schmiede und das Wirtshaus Goldener Löwe sind Zeugen dieser Zeit.
Gegen Ende des 18. Jahrhunderts bestand Wülfersreuth aus 27 Anwesen (1 Söldengut, 5 Söldengütlein, 6 Halbsöldengütlein, 2 Fünftelhöfe, 6 Zehntelhöfe, 2 Tropfhäuser, 2 Häuslein, 1 Häuslein mit Hufschmiede, 1 Wohnhaus mit Taverngerechtigkeit, 1 Fallmeisterei). Die Hochgerichtsbarkeit stand dem bayreuthischen Stadtvogteiamt Goldkronach zu. Die Dorf- und Gemeindeherrschaft sowie die Grundherrschaft über sämtliche Anwesen hatte das Kastenamt Gefrees.
In den Jahren 1797 bis 1810 unterstand Wülfersreuth dem Justiz- und Kammeramt Gefrees. Nachdem im Jahr 1810 das Königreich Bayern das Fürstentum Bayreuth käuflich erworben hatte, wurde der Ort bayerisch. Infolge des Ersten Gemeindeedikts wurde Wülfersreuth dem 1812 gebildeten Steuerdistrikt Metzlersreuth zugewiesen. Zugleich entstand die Ruralgemeinde Wülfersreuth, zu der Fallmeisterei gehörte. Sie war in Verwaltung und Gerichtsbarkeit dem Landgericht Gefrees zugeordnet und in der Finanzverwaltung dem Rentamt Gefrees. Etwas später wurden auf dem Gemeindegebiet Eichig und Neuhaus gegründet. 1840 wurde die Gemeinde Wülfersreuth an das Landgericht Berneck und an das Rentamt Marktschorgast überwiesen (1919 in Finanzamt Marktschorgast umbenannt). Ab 1862 gehörte Wülfersreuth zum Bezirksamt Berneck. Die Gerichtsbarkeit blieb beim Landgericht Berneck (1879 in Amtsgericht Berneck umgewandelt). 1929 wurde die Gemeinde schließlich an das Bezirksamt Bayreuth (1939 in Landkreis Bayreuth umbenannt) und das Finanzamt Bayreuth abgegeben. Die Gemeinde hatte 1964 eine Gebietsfläche von 2,986 km². Im Zuge der Gebietsreform in Bayern wurde die Gemeinde Wülfersreuth am 1. Januar 1976 in Bischofsgrün eingegliedert.

### Einwohnerentwicklung
Gemeinde Wülfersreuth
| Jahr      | 1818   | 1840   | 1852   | 1855   | 1861   | 1867   | 1871   | 1875   | 1880   | 1885   | 1890   | 1895   | 1900   | 1905   | 1910   | 1919   | 1925   | 1933   | 1939   | 1946   | 1950   | 1952   | 1961   | 1970   |
| Einwohner | 176    | 216    | 235    | 242    | 222    | 205    | 218    | 223    | 190    | 206    | 191    | 203    | 181    | 150    | 148    | 163    | 168    | 163    | 154    | 200    | 195    | 189    | 168    | 168    |
| Häuser    | 26     |        |        |        |        |        | 31     |        |        | 29     | 32     |        | 32     |        |        |        | 30     |        |        |        | 31     |        | 35     |        |
| Quelle    | [ 11 ] | [ 16 ] | [ 16 ] | [ 16 ] | [ 17 ] | [ 18 ] | [ 19 ] | [ 20 ] | [ 21 ] | [ 22 ] | [ 23 ] | [ 16 ] | [ 24 ] | [ 16 ] | [ 25 ] | [ 16 ] | [ 26 ] | [ 27 ] | [ 27 ] | [ 27 ] | [ 28 ] | [ 27 ] | [ 12 ] | [ 29 ] |

Ort Wülfersreuth
| Jahr      | 001818 | 001819 | 001861 | 001871 | 001885 | 001900 | 001925 | 001950 | 001961 | 001970 | 001987 |
| Einwohner | 176    | 157 *  | 189    | 190    | 192    | 166    | 159    | 188    | 159    | 157    | 147 †  |
| Häuser    | 26     |        |        |        | 27     | 30     | 28     | 29     | 33     |        | 39 †   |
| Quelle    | [ 11 ] | [ 30 ] | [ 17 ] | [ 19 ] | [ 22 ] | [ 24 ] | [ 26 ] | [ 28 ] | [ 12 ] | [ 29 ] | [ 1 ]  |

## Religion
Wülfersreuth ist seit der Reformation evangelisch-lutherisch geprägt und nach St. Erhard (Goldkronach) gepfarrt.